# Amphicteis quadridentata
Amphicteis quadridentata är en ringmaskart som beskrevs av Maurice Caullery 1944. Amphicteis quadridentata ingår i släktet Amphicteis och familjen Ampharetidae. Inga underarter finns listade i Catalogue of Life.